# Ознака Єрмакова
Ознака Єрмакова — критерій збіжності числових рядів з додатніми членами, встановлений українським математиком Василем Єрмаковим.

## Формулювання теореми
Нехай функція {\displaystyle f(x)} неперервна, додатня і монотонно спадна для {\displaystyle x>1}. Тоді, якщо для достатньо великих {\displaystyle x} (для {\displaystyle x\geq x_{0}}) виконується нерівність:{\displaystyle {\frac {f(e^{x})*e^{x}}{f(x)}}\leq q<1,}то ряд {\displaystyle \sum _{n=1}^{\infty }f(n),} є збіжним, якщо ж (для {\displaystyle x\geq x_{0}}):{\displaystyle {\frac {f(e^{x})*e^{x}}{f(x)}}\geq 1,}то ряд є розбіжним.

## Доведення теореми
1. Нехай виконується нерівність:

{\displaystyle {\frac {e^{x}\cdot f(e^{x})}{f(x)}}\leqslant \lambda .}Домножимо обидві частини нерівності на {\displaystyle f(x)} і проінтегруємо використовуючи підстановку{\displaystyle \int \limits _{e^{x_{0}}}^{e^{x}}f(t)\,dt=\int \limits _{x_{0}}^{x}f(e^{u})\cdot e^{u}\,du\leqslant \lambda \int \limits _{x_{0}}^{x}f(t)\,dt,}звідси{\displaystyle (1-\lambda )\int \limits _{e^{x_{0}}}^{e^{x}}f(t)\,dt\leqslant \lambda \left(\int \limits _{x_{0}}^{x}f(t)\,dt-\int \limits _{e^{x_{0}}}^{e^{x}}f(t)\,dt\right)\leqslant \lambda \left(\int \limits _{x_{0}}^{e^{x_{0}}}f(t)\,dt-\int \limits _{x}^{e^{x}}f(t)\,dt\right)\leqslant \lambda \int \limits _{x_{0}}^{e^{x_{0}}}f(t)\,dt,}так як {\displaystyle e^{x}>x}, зменшуване в останніх дужках є додатнім. Тому розділивши нерівність на{\displaystyle \int \limits _{e^{x_{0}}}^{e^{x}}f(t)\,dt\leqslant {\frac {\lambda }{(1-\lambda )}}\int \limits _{x_{0}}^{e^{x_{0}}}f(t)\,dt.}Додамо до обох частин інтеграл {\textstyle \int \limits _{x_{0}}^{e^{x_{0}}}\,f(t)dt,} отримаємо
{\displaystyle \int \limits _{x_{0}}^{e^{x}}f(t)\,dt\leqslant {\frac {1}{(1-\lambda )}}\int \limits _{x_{0}}^{e^{x_{0}}}f(t)\,dt=L.}
Враховуючи, що {\displaystyle e^{x}>x}, при {\displaystyle x\geq x_{0}}{\displaystyle \int \limits _{x_{0}}^{x}f(t)\,dt\leqslant L.}
Оскільки зі зростанням {\displaystyle x} інтеграл зростає, то існує для нього кінцева границя при {\displaystyle x\rightarrow \infty }:{\displaystyle \int \limits _{x_{0}}^{\infty }f(t)\,dt\leqslant L.}Так як цей інтеграл є збіжним, то згідно з інтегральною ознакою Коші — Маклорена ряд {\displaystyle \sum _{n=1}^{\infty }f(n)} також збігається.
1. Нехай тепер має місце нерівність:{\displaystyle {\frac {e^{x}\cdot f(e^{x})}{f(x)}}\geqslant 1.}Домножимо обидві частини цієї нерівності {\displaystyle f(x)} проінтегруємо, використовуємо в лівій частині підстановку: {\displaystyle t=e^{u}}, отримаємо:{\displaystyle \int \limits _{e^{x_{0}}}^{e^{x}}f(t)\,dt\geqslant \int \limits _{x_{0}}^{x}f(t)\,dt.}Додамо до обох частин інтеграл {\displaystyle \int \limits _{x}^{e^{x_{0}}}f(t)\,dt:}{\displaystyle \int \limits _{x}^{e^{x}}f(t)\,dt\geqslant \int \limits _{x_{0}}^{e^{x_{0}}}f(t)\,dt=\gamma .}Оскільки {\displaystyle x_{0}<e^{x_{0}}}, то {\displaystyle \gamma >0}. Визначимо послідовність {\displaystyle x_{i}} наступним чином:{\displaystyle x_{i}=e^{x_{i-1}},\;\;i=0,\;1,\;\ldots ,\;n,\;\ldots }Використовуючи цю послідовність останню нерівність можна записати у вигляді:{\displaystyle \int \limits _{x_{i-1}}^{x_{i}}f(t)\,dt\geqslant \gamma .}Сумуємо інтеграл за принципом {\displaystyle i=0,\;1,\;\ldots ,\;n:}{\displaystyle \int \limits _{x_{0}}^{x_{n}}f(t)\,dt=\sum _{i=1}^{n}\int \limits _{x_{i-1}}^{x_{i}}f(t)\,dt\geqslant n\gamma ,}тобто цей інтеграл необмежений при {\displaystyle n\to \infty }. Тому:

{\displaystyle \int \limits _{x_{0}}^{\infty }f(t)\,dt=\lim _{x\to \infty }\int \limits _{x_{0}}^{x}f(t)\,dt=+\infty .}Оскільки цей інтеграл розбіжний, то згідно з інтегральною ознакою Коші — Маклорена ряд {\displaystyle \sum _{n=1}^{\infty }f(n)} є розбіжним.